# Boisse-Penchot
Boisse-Penchot település Franciaországban, Aveyron megyében. Lakosainak száma 515 fő (2022. január 1.). Boisse-Penchot Les Albres, Bouillac, Decazeville, Livinhac-le-Haut és Viviez községekkel határos.

## Népesség
A település népessége az elmúlt években az alábbi módon változott:
| Lakosok száma | 735  | 646  | 546  | 536  | 533  | 523  | 515  | 518  | 520  | 515  |
|               | 1968 | 1982 | 1990 | 2006 | 2013 | 2015 | 2017 | 2019 | 2020 | 2022 |